# Фліге Карл Якович
Карл Я́кович Флі́ге (рос. Карл Яковлевич Флиге; нар. 1785, за іншими даними 1786, Рига — пом. 1842, Київ) — генерал-майор (1839). Курський (1839–1841) і подільський (1840–1841) військовий і цивільний губернатор. Укладач «Атласу Подільської губернії» (1842).

## Біографія
Карл Якович Фліге походив із дворян Санкт-Петербурзької губернії і народився 1785 року . За іншими даними, він народився 1786 року в Ризі . Виховувався у другому кадетському корпусі, з якого його 1801 року випустили в корпус інженерів. До 1804 року служив у дюнаміндській інженерній команді. Звідти його перевели в другий артилерійський полк.
Брав участь у війні з французами 1805–1807 років. За бій при Фрідланді (2 червня 1807 року) Фліге нагородили золотою шпагою з написом «За хоробрість» за те, що прицільними пострілами з гармат, які перебували під командою Фліге, від ворожого влучання врятовано Пернавський мушкетерський полк.
Учасник Російсько-французької війни 1812 року. У бою при Городечні (15 липня) Фліге зазнав важкого поранення від ядра, тож до вересня 1813 року для лікування ран перебував у Києві.
1816 року Фліге перевели в 26-у артилерійську бригаду та призначили командиром легкої № 52 роти. Фліге цікавився поезією. Так, серед передплатників другої частини книги «Опыты в стихах и прозе» Костянтина Батюшкова, до якої увійшли вірші, значиться в Полтаві «Його благородіє Карл Фліге» .
1819 року рота, якою командував Фліге, увійшла до складу Грузинської гренадерської бригади. Перейшовши на Кавказ, Фліге у 1819–1828 роках брав участь у справах проти горців. Від 13 травня 1826 року до 12 листопада 1831 року був командиром Навагинського піхотного полку.
У жовтні 1828 року одружився з Марією Християнівною Бунге (народилася 3 жовтня 1807 року в Києві) — старшою донькою київського лікаря Християна Бунге. 1829 року Марія Християнівна померла на Кавказі під час пологів, народжуючи сина Миколу. Маленького Миколу Фліге перевезли до Києва в дім його діда Християна Бунге та віддали на піклування Катерини Миколаївни — другої дружини Христяна Бунге. Та полюбила Миколу як рідного сина .
12 серпня 1829 року  (за іншими даними — 1828 року ) Фліге став полковником. 1829 року, під час російсько-перської війни, за особливі заслуги при спорудженні батарей проти Ардебільської фортеці Фліге відзначили алмазними знаками на орден святої Анни другого ступеня. Крім того, 26 листопада 1826 року Фліге за сумлінну вислугу 25 років в офіцерських чинах був нагороджений орденом Святого Георгія 4-го ступеня .
1831 року для лікування ран вийшов у відставку. 1833 року Фліге повернувся на службу, цього разу в корпусі жандармів. До 1839 року він був жандармським оберофіцером у Курській, Мінській і Чернігівській губерніях. 26 березня 1839 року Фліге став генерал-майором, а невдовзі — військовим губернатором Курська та цивільним губернатором Курської губернії. Перебував на цій посаді півтора року — від 12 травня 1839 року до 12 листопада 1840 року .
Рік, від 13 листопада 1840 року до 30 листопада 1841 року, був військовим губернатором Кам'янця-Подільського та цивільним губернатором Подільської губернії. 1841 року Фліге увільнено зі служби з мундиром і повним пенсіоном. Вийшовши у відставку, Карл Якович до смерті мешкав у Києві у власному будинку на Хрещатику .
1842 року уклав «Атлас Подільської губернії» — зібрання планів, краєвидів та інших малюнків, що стосуються Подільської губернії. Воно зберігалося у статистичному відділенні ради Міністерства внутрішніх справ. Зібрання складалося із шести зошитів, що містили 194 аркуші із зображенням різних пам'яток краю: «цікавих місць розташування, давніх і нових будівель, костюмів, начиння, знімків зі старовинних написів, монет і почерків, рідкостей і особливостей природних, одним словом: предметів, що нагадують минуле або змальовують справжню фізіономію місцевої природи і тубільного народонаселення» .

## Нагороди
- 1807 — орден святої Анни четвертого ступеня
- 1820 — орден святої Анни другого ступеня
- 1826 — орден Святого Георгія четвертого класу
- 1835 — орден святого Володимира третього ступеня

## Публікації
- Атлас Подольской губернии. Историческое объяснение планов и рисунков атласа Подольской губернии, составленное губернатором К. Я. Флиге в 1842 г. // Журнал Министерства внутренних дел. — Санкт-Петербург, 1843. — Часть I. — С. 1—3; Часть II. — С. 311—353.